# Leslie Smith
Leslie Smith (Santa Ana, California; 17 de agosto de 1982) es una artista marcial mixta estadounidense que compite para Bellator MMA. Con anterioridad, compitió en Invicta Fighting Championships, donde fue una de las principales luchadoras de la organización, con cuatro combates en los cinco primeros shows. También compitió en Ultimate Fighting Championship.

## Carrera de artes marciales mixtas

### Invicta FC
Smith entró en Invicta Fighting Championships como aspirante con un récord de 3-2 en artes marciales mixtas profesionales. Debutó en Invicta FC 1: Coenen vs. Ruyssen el 28 de abril de 2012. En su primer combate con la organización, luchó contra la veterana Kaitlin Young en un emocionante empate, ganando la bonificación de la Pelea de la Noche (bonificación de 1 500 dólares para cada luchadora).
Estaba previsto que Amanda Nunes luchara contra Milana Dudieva en Invicta FC 2: Baszler vs. McMann, pero Dudieva se retiró del combate el 9 de julio debido a una enfermedad y fue sustituida por Smith. Sin embargo, el 20 de julio, Smith sufrió una lesión en la mano que la obligó a retirarse también del combate. Fue sustituida por Raquel Pa'aluhi en el combate contra Nunes.
Smith estaba programada para luchar contra Cat Zingano en Invicta FC 3: Penne vs. Sugiyama, pero la promoción permitió a Zingano retirarse de la pelea para que pudiera aceptar una pelea para Strikeforce. Zingano fue sustituida por la boxeadora profesional e invicta luchadora de MMA Kim Connor-Hamby. Sarah Kaufman iba a luchar contra Kaitlin Young, pero una lesión obligó a Kaufman a retirarse del combate el 17 de septiembre. Como resultado, Smith fue desplazada de su pelea con Connor-Hamby para enfrentarse a Young en una revancha de su combate de la noche en Invicta FC 1 para determinar un ganador final. Esta vez, Smith fue capaz de sacar lo mejor de Young y la derrotó por TKO en el segundo asalto.
Smith compitió una vez más para Invicta FC el 5 de enero de 2013, esta vez en la tarjeta principal de Invicta FC 4: Esparza vs Hyatt contra Raquel Pennington. Smith la derrotó por decisión unánime.
Después de haber permanecido invicta en tres peleas, Smith subió de categoría en Invicta FC 5: Penne vs. Waterson cuando se enfrentó a la ex campeona del peso gallo femenino de Strikeforce Sarah Kaufman el 5 de abril de 2013. Smith perdió una controvertida decisión dividida ante Kaufman, lo que provocó abucheos del público. Durante la pelea, Kaufman utilizó el juego de piernas para mantenerse en el exterior, mientras que Smith jugó al agresor y estableció un alto ritmo de trabajo. Smith logró derribar a Kaufman con una patada en la cabeza en el segundo asalto, pero fue incapaz de frenar una arremetida tardía de Kaufman en el último asalto. La pelea fue declarada Pelea de la Noche (la segunda de Smith) y ambas luchadoras recibieron bonificaciones.
Smith volvió a pelear en Invicta FC 6: Coenen vs. Cyborg el 13 de julio de 2013. Hizo su debut en el peso mosca contra Jennifer Maia en un combate eliminatorio por el título. Smith ganó la pelea por decisión unánime. El combate fue nombrado Pelea de la Noche.
Smith desafió a Barb Honchak por el campeonato de peso mosca de Invicta FC en Invicta FC 7 el 7 de diciembre de 2013. Ella perdió la pelea por decisión unánime y ganó otro bono de Pelea de la Noche.

### Ultimate Fighting Championship
El 8 de abril de 2014, se anunció que Smith sustituiría a una lesionada Amanda Nunes contra Sarah Kaufman en The Ultimate Fighter Nations Finale el 16 de abril de 2014. Perdió la revancha por decisión unánime.
Smith se enfrentó a Jessamyn Duke en UFC Fight Night: Cerrone vs. Miller el 16 de julio de 2014. Smith ganó la pelea por TKO en el primer asalto.
Smith luchó contra Jessica Eye en UFC 180. El combate se detuvo en la 2.ª ronda debido a una parada por el médico de la jaula, ya que la oreja de Smith se abrió.
Smith luchó contra Rin Nakai en UFC Fight Night: Hunt vs. Mir el 20 de marzo de 2016. Ganó la pelea por decisión unánime (30-27, 29-28 y 29-28).
Smith luchó contra Cristiane Justino en UFC 198 el 14 de mayo de 2016. Ella perdió la pelea por TKO temprano en la primera ronda.
Smith se enfrentó después a Irene Aldana el 17 de diciembre de 2016, en UFC on Fox: VanZant vs. Waterson. Ella ganó la pelea por decisión unánime. El combate también le valió a Smith su primer premio de bonificación a la Pelea de la Noche en la UFC.
Smith se enfrentó a Amanda Lemos el 16 de julio de 2017, en UFC Fight Night: Nelson vs. Ponzinibbio. Ganó el combate por TKO debido a una combinación de puñetazos y codazos en el segundo asalto.
Smith estaba programada para enfrentarse a Aspen Ladd el 21 de abril de 2018, en UFC Fight Night 128. En el pesaje, Ladd pesó 137,8 libras, 1,8 por encima del límite superior de la pelea no titular de peso gallo de 136 libras. Ladd ofreció a Leslie 5 000 dólares adicionales a la deducción del 20% de su bolsa. Sin embargo, el combate fue retirado de la cartelera después de que Smith se negara a pelear en el peso de captura. Posteriormente, la UFC pagó a Smith el dinero de la función y de la victoria, pero la liberó de la promoción.

### Bellator MMA
Un 16 de abril de 2019, se anunció que Smith había firmado con Bellator MMA. Se enfrentó a la irlandesa Sinead Kavanagh en su debut promocional en Bellator 224 el 12 de julio de 2019. Ganó la pelea por decisión mayoritaria.
Smith se enfrentó a Arlene Blencowe en Bellator 233 el 8 de noviembre de 2019. Perdió la pelea por decisión unánime.
Se esperaba que Smith se enfrentara a Jessy Miele en Bellator 241 el 13 de marzo de 2020. Sin embargo, todo el evento fue finalmente cancelado debido a la pandemia del coronavirus.
Smith luchó por el Campeonato Mundial de Peso Pluma Femenino de Bellator contra Cristiane Justino el 21 de mayo de 2021, en el evento principal de Bellator 259. Anteriormente se enfrentaron en UFC 198, que fue el debut de Justino en UFC, donde ganó por TKO en el primer asalto. Perdió el combate por TKO tras ser derribada y rematada con puñetazos al final del último asalto.

## Vida personal
Smith tiene un título de Associate of Arts del Pikes Peak Community College. Jugó al waterpolo en el South Pasadena High School, donde fue nombrada All-CIF y MVP del equipo. Posteriormente entró en la Universidad Rutgers para estudiar una licenciatura en Relaciones Laborales y Patronales.
En agosto de 2016, Smith reveló que tenía un tumor benigno en el estómago.
En 2018, Smith puso en marcha Project Spearhead, una organización que intenta sindicalizar a los luchadores de UFC y MMA. Smith también pronunció recientemente un discurso durante una conferencia para el Economic Policy Institute en relación con Project Spearhead.

## Récord en artes marciales mixtas
| Resultado | Récord | Oponente          | Método                    | Evento                                                   | Fecha                    | Ronda | Tiempo | Localización     |
| --------- | ------ | ----------------- | ------------------------- | -------------------------------------------------------- | ------------------------ | ----- | ------ | ---------------- |
| Derrota   | 12–9–1 | Cristiane Justino | TKO (puñetazos)           | Bellator 259                                             | 21 de mayo de 2021       | 5     | 4:51   | Uncasville       |
| Victoria  | 12–8–1 | Amanda Bell       | Decisión (unánime)        | Bellator 245                                             | 11 de septiembre de 2020 | 3     | 5:00   | Uncasville       |
| Derrota   | 11–8–1 | Arlene Blencowe   | Decisión (unánime)        | Bellator 245                                             | 8 de noviembre de 2019   | 3     | 5:00   | Thackerville     |
| Victoria  | 11–7–1 | Sinead Kavanagh   | Decisión (mayoría)        | Bellator 224                                             | 12 de julio de 2019      | 3     | 5:00   | Thackerville     |
| Victoria  | 10–7–1 | Amanda Lemos      | TKO (puñetazos y codazos) | UFC Fight Night: Nelson vs. Ponzinibbio                  | 16 de julio de 2017      | 2     | 2:53   | Glasgow          |
| Victoria  | 9–7–1  | Irene Aldana      | Decisión (unánime)        | UFC on Fox: VanZant vs. Waterson                         | 17 de diciembre de 2016  | 3     | 5:00   | Sacramento       |
| Derrota   | 8–7–1  | Cristiane Justino | TKO (puñetazos)           | UFC 198                                                  | 14 de mayo de 2016       | 1     | 1:21   | Curitiba         |
| Victoria  | 8–6–1  | Rin Nakai         | Decisión (unánime)        | UFC Fight Night: Hunt vs. Mir                            | 20 de marzo de 2016      | 3     | 5:00   | Brisbane         |
| Derrota   | 7–6–1  | Jessica Eye       | TKO (parada médica)       | UFC 180                                                  | 15 de noviembre de 2014  | 2     | 1:30   | Ciudad de México |
| Victoria  | 7–5–1  | Jessamyn Duke     | TKO (puñetazos)           | UFC Fight Night: Cerrone vs. Miller                      | 16 de julio de 2014      | 1     | 2:24   | Atlantic City    |
| Derrota   | 6–5–1  | Sarah Kaufman     | Decisión (unánime)        | The Ultimate Fighter Nations Finale: Bisping vs. Kennedy | 16 de abril de 2014      | 3     | 5:00   | Quebec           |
| Derrota   | 6–4–1  | Barb Honchak      | Decisión (unánime)        | Invicta FC 7: Honchak vs. Smith                          | 7 de diciembre de 2013   | 5     | 5:00   | Kansas City      |
| Victoria  | 6–3–1  | Jennifer Maia     | Decisión (unánime)        | Invicta FC 6: Coenen vs. Cyborg                          | 13 de julio de 2013      | 3     | 5:00   | Kansas City      |
| Derrota   | 5–3–1  | Sarah Kaufman     | Decisión (split)          | Invicta FC 5: Penne vs. Waterson                         | 5 de abril de 2013       | 3     | 5:00   | Kansas City      |
| Victoria  | 5–2–1  | Raquel Pennington | Decisión (unánime)        | Invicta FC 4: Esparza vs. Hyatt                          | 5 de enero de 2013       | 3     | 5:00   | Kansas City      |
| Victoria  | 4–2–1  | Kaitlin Young     | TKO (puñetazos)           | Invicta FC 3: Penne vs. Sugiyama                         | 6 de octubre de 2012     | 2     | 2:19   | Kansas City      |
| Empate    | 3–2–1  | Kaitlin Young     | Empate (split)            | Invicta FC 1: Coenen vs. Ruyssen                         | 28 de abril de 2012      | 3     | 5:00   | Kansas City      |
| Derrota   | 3–2    | Ediane Gomes      | Decisión (unánime)        | BEP 5: Breast Cancer Beatdown                            | 1 de octubre de 2011     | 3     | 5:00   | Fletcher         |
| Victoria  | 3–1    | Julia Griffin     | Decisión (unánime)        | FE: Arctic Combat 2                                      | 19 de marzo de 2010      | 3     | 3:00   | Fairbanks        |
| Victoria  | 2–1    | Louise Johnson    | TKO (puñetazos)           | Kickdown 74: Grudge                                      | 23 de enero de 2010      | 2     | 1:35   | Denver           |
| Derrota   | 1–1    | Kerry Vera        | Decisión (unánime)        | Bellator 7                                               | 15 de mayo de 2009       | 1     | 3:13   | Chicago          |
| Victoria  | 1–0    | Louise Johnson    | TKO (puñetazos)           | Kickdown 61: Retaliation                                 | 6 de marzo de 2009       | 3     | 4:16   | Denver           |